# ال‌جی پرادا
ال‌جی پرادا (به انگلیسی: LG Prada (KE850))، یک‌نمونه از گوشی‌های تلفن همراه سری اروپا جی‌اس‌ام (به انگلیسی: Europe GSM (KE)) شرکت ال‌جی الکترونیکس می‌باشد که توسط همین شرکت به بازار عرضه شده‌است.همچنین اولین موبایل لمسی است 